# Estação Canal
Canal é uma estação da Linha 2 e Linha 7 do Metro de Madrid (Espanha).

## História
A estação foi inaugurada em 16 de outubro de 1998, e foi a estação terminal da Linha 7 até 12 de fevereiro de 1999.